# Chelonanthus alatus
Chelonanthus alatus là một loài thực vật có hoa trong họ Long đởm. Loài này được (Aubl.) Pulle mô tả khoa học đầu tiên năm 1906.